# Щиборівська сільська рада
Щибо́рівська сільська́ ра́да — орган місцевого самоврядування Щиборівської сільської громади у Хмельницькому районі Хмельницької області. Адміністративний центр — село Щиборівка.

## Склад ради
Рада складається з 14 депутатів та голови.
- Голова ради: Болюх Іван Дмитрович
- Секретар ради: Ясюк Ольга Григорівна

### Керівний склад попередніх скликань
| Прізвище, ім'я, по батькові  | Основні відомості                                                 | Дата обрання | Дата звільнення |
| ---------------------------- | ----------------------------------------------------------------- | ------------ | --------------- |
| Давидюк Віктор В'ячеславович | Сільський голова, 1968 року народження, безпартійний              | 26.03.2006   | 31.10.2010      |
| Болюх Іван Дмитрович         | Сільський голова, 1978 року народження, освіта вища, безпартійний | 31.10.2010   |                 |

Примітка: таблиця складена за даними сайту Верховної Ради України

### Депутати
За результатами місцевих виборів 2010 року депутатами ради стали:
| Суб'єкт висування            | Кількість обраних депутатів | %    |
| ---------------------------- | --------------------------- | ---- |
| Партія регіонів              | 10                          | 55,6 |
| Соціалістична партія України | 5                           | 27,8 |
| Народна партія               | 2                           | 11,1 |
| Самовисування                | 1                           | 5,6  |

За результатами місцевих виборів 2020 року депутатами ради стали:
| Суб'єкт висування                      | Кількість обраних депутатів | %  |
| -------------------------------------- | --------------------------- | -- |
| Слуга народу                           | 9                           | 41 |
| За конкретні справи                    | 6                           | 27 |
| Самовисування                          | 4                           | 18 |
| Всеукраїнське об'єднання «Батьківщина» | 3                           | 14 |